# Oleg Geraščenko
Oleg Geraščenko (in ucraino Олег Геращенко?) (...) è un astronomo ucraino, citato, secondo la traslitterazione inglese, anche come Oleg Gerashchenko.

## Biografia
Durante gli studi all'Accademia nazionale delle scienze dell'Ucraina è stato ricercatore presso l'osservatorio astronomico di Andrušivka.
Il Minor Planet Center gli accredita la scoperta dell'asteroide 120405 Svyatylivka effettuata il 24 settembre 2005 in collaborazione con Jurij Mykolajovyč Ivaščenko.